# The thrill of nothingness
The thrill of nothingness is het tiende studioalbum van de Zweedse muziekgroep Cross.
Na het uitbrengen van Playgrounds ging de band onder leiding van Hansi Cross de eigen Progress studio in om de opvolger op te nemen. Het album zou oorspronkelijk in 2007 uitgebracht worden, maar Hansi Cross kreeg problemen met zijn gehoor, piepen en oorsuizen als gevolg van tinnitus bleven hem teisteren. Door therapie te volgen is een deel van de klachten weg, maar gedurende de gehele opnametijd van het album heeft hij er last van gehad; ook in 2010 zijn de klachten nog niet geheel weg.
De lange tijd van werken aan het album wierp qua productie wel zijn vruchten af. Het album is beter in balans dan alle vorige. Qua muziek deelde Cross mee, dat dit het meest melodieuze album van Cross tot nu toe was. In IO Pages verbaasde Hansi Cross zich over de vergelijking die werd gemaakt met Genesis; hij zag dat niet zo. Echter beluistering levert het beeld op, dat de muziek toch grotendeels lijkt op de muziek die die band maakte gedurende A Trick of the Tail en Wind & Wuthering. De klank van de synthesizers heeft veel weg van de klanken die Tony Banks toen voortbracht. Andere invloeden zijn van Yes, UK, volgens Cross ook Manfred Mann en Weather Report.
Het album verscheen in twee versies; een enkele album en een dubbelalbum, waarvan het tweede plaatje de titel The thrill of somethingness meekreeg. Het sluitstuk van dat tweede album laat de analogie met Genesis duidelijk horen; een lange Steve Hackettachtige gitaarsolo met aan het begin en eind de etherische achtergrond, die Genesis hanteerde in Hackett’s Entangled (A Trick of the Tail).

## Musici
- Hansi Cross – gitaar, toetsinstrument, zang
- Lollo Andersson – basgitaar, baspedalen
- Göran Johnsson – toetsinstrument, percussie, zang
- Tomas Hjort – slagwerk, percussie

met:
- Tomas Bodin (The Flower Kings) – minimoog op Eternity
- Bruno Edling – zang, Universal inside
- Kent Kroon – akoestische gitaar Eternity

## Muziek
| Nr. | Titel                                     | Duur  |
| --- | ----------------------------------------- | ----- |
| 1.  | Universe inside (Hansi Cross)             | 7:44  |
| 2.  | Animation (Hansi Cross, Andersson, Hjort) | 4:57  |
| 3.  | Innocence (Hansi Cross, Johnsson)         | 11:46 |
| 4.  | Hope (Hansi Cross, Johnsson)              | 4:20  |
| 5.  | Chameleons (Hansi Cross, Johnsson)        | 9:01  |
| 6.  | Magnifico giganticus (Hansi Cross)        | 5:00  |
| 7.  | Eternity (Hansi Cross, Andersson, Hjort)  | 12:20 |

| Nr. | Titel                  | Duur  |
| --- | ---------------------- | ----- |
| 1.  | Love                   | 0:43  |
| 2.  | Superstition           | 3:51  |
| 3.  | Bläckfisken            | 8:47  |
| 4.  | Nothing, yet something | 0:13  |
| 5.  | Shake your enslaver    | 7:36  |
| 6.  | Flumination            | 1:05  |
| 7.  | Rhiannian Daëy         | 19:37 |